# Уорден, Альфред Меррилл
Альфред Меррилл «Эл» Уорден (англ. Alfred Merrill «Al» Worden, 7 февраля 1932, Джэксон, штат Мичиган — 18 марта 2020) — астронавт США.
Являлся одним из 24 человек, летавших к Луне, но он не высаживался на неё.

## Образование
Окончил Военную академию США, получив степень бакалавра наук в июне 1955 года, и степень магистра наук в Мичиганском университете в 1963 году.

## Военная карьера
После окончания Военной академии США Уорден поступил в Военно-воздушные силы и прошёл лётную подготовку. С марта 1957 года по май 1961 года служил пилотом-истребителем и офицером по вооружению. До перехода в НАСА работал инструктором в Школе лётчиков-испытателей ВВС США, которую закончил в сентябре 1965 года.
Уорден был одним из 19 астронавтов, отобранных НАСА в апреле 1966 года.

## Полёт к Луне
А. Уорден управлял командным модулем космического корабля «Аполлон-15», вращавшимся на окололунной орбите в составе экспедиции «Аполлон-15».
В 1971 году был награждён медалью НАСА «За выдающиеся заслуги».

## Интересные факты
Попал в Книгу рекордов Гиннесса как «самый „одинокий“ человек»
Максимальное расстояние, на котором один астронавт находился от другого, — 3596,4 км 30 июля — 1 августа 1971 г. во время лунной экспедиции управлял основным модулем космического корабля Аполлон-15, вращавшимся на окололунной орбите, в то время как Дэвид Скотт и Джеймс Ирвин находились на базе Хадли и исследовали лунную поверхность.
Уорден является первым человеком, вышедшим в открытый космос в межпланетном пространстве: он вышел в открытый космос на пути Луна-Земля, чтобы перенести отснятые фотоплёнки картографических и панорамных камер из служебного модуля в командный.

## Личная жизнь
Первым браком с июня 1955 года был женат на Памеле Вандер Бик (развелись в декабре 1969 года). С июля 1982 года был женат на Джилл Ли Хотчкисс (умерла 4 мая 2014 года), у четы трое детей — Тамара Кристианс, Меррилл Боханнинг и Элисон Пенчак. Увлечения: боулинг, водные лыжи, гольф и ракетбол.